# Finlands Luftvärnsförbunds II Internationella Luftfartsutställning

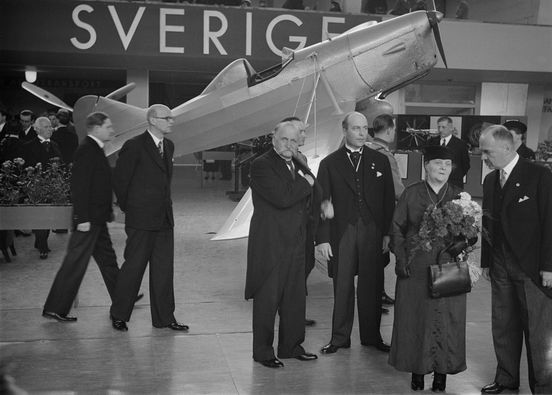
E. Sparmanns flygplanverkstad som visar övningsplanet Sparmann S.1.a. under SILI II. Framtill planet syns den finske presidenten Kyösti Kallio, hans fru Kaisa och några andra dignitärer. Mannen i glasögon är den dåvarande inrikesministern Urho Kekkonen, sedermera president 1956-82.

Finlands Luftvärnsförbunds II Internationella Luftfartsutställning eller SILI II (även stiliserat S.I.L.I.-II, se avsnittet benämningar) var en luftfartsutställning som hölls av Finlands Luftvärnsförbund (idag Finlands Flygförbund), i Helsingfors 1938, en uppföljare till luftfartsutställning SILI I från 1929.

## Utställningen

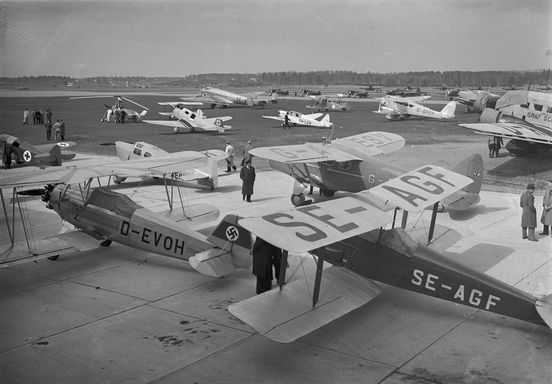
Plan uppställda på Malm-fältet vid invigningen.

Likt internationella luftfartsutställningen i Stockholm 1936 (ILIS 1936), som var en del av Bromma flygplats invigning, var den andra SILI-utställning del av Helsingfors-Malm flygplats invigning, trots att flygbanorna varit i bruk i under två års tid. Analogt med ILIS 1936 och Bromma huserade Helsingfors-Malm inte själva utställningen, utan den låg istället i Helsingfors Mässhall, en byggnad som färdigställts 1935.

## Benämningar
Utställningen har flera historiska benämningar; på finska: Suomen ilmapuolustusliiton järjestämä toinen kansainvälinen ilmailunäyttely (”Den andra internationella flygutställningen anordnad av Finlands Luftförsvarsförbund”), på engelska: Second International Aeronautical Exhibition in the league Air Defence of Finland.
Den svenska tidskriften Flygning (1920–1942) benämnde den (på ”ren” svenska) Finlands Luftvärnsförbunds II Internationella Luftfartsutställning, vilken även dyker upp på finska: Suomen ilmapuolustusliitos II kansainvälinen ilmailunäyttely.
Förkortningen SILI II (även stiliserat S.I.L.I.-II) står för Suomen Ilmapuolustusliiton Ilmailunäyttely II (”Finlands Luftvärnsförbunds Utställning II”).